# Iekaterina Smolentseva
Iekaterina Viatcheslavovna Smolentseva - en russe : Екатерина Вячеславовна Смоленцева et en anglais : Yekaterina Smolentseva - (née le 15 septembre 1981 à Pervoouralsk en République socialiste fédérative soviétique de Russie) est une joueuse russe de hockey sur glace. Elle évolue au poste d'attaquante.
Smolentseva a remporté trois médailles de bronze lors des championnats du monde féminin avec l' équipe nationale de Russie. Elle est capitaine lors de la participation de la Russie aux Jeux olympiques de Sotchi en 2014, dont elle est disqualifiée rétroactivement, son échantillon antidopage ayant disparu comme trente autres athlètes. Elle est bannie à vie des Jeux olympiques . 

## Biographie

### Carrière en club
Elle est formée au Ouralotchka Pervoouralsk. En 1995, elle commence sa carrière au Ouralotchka-Avto Iekaterinbourg. Le club devient champion national en 2000 . En 2004, elle signe au HK Tornado dans la région de Moscou. Elle est nommée capitaine. L'équipe remporte le championnat de Russie en 2006 , 2007, 2009 ainsi que la Coupe d'Europe des clubs champions  2010. En 2010, elle est choisie en 89e position au cours du repêchage de la Ligue canadienne de hockey féminin par le club de Thunder de Brampton.

### Carrière internationale

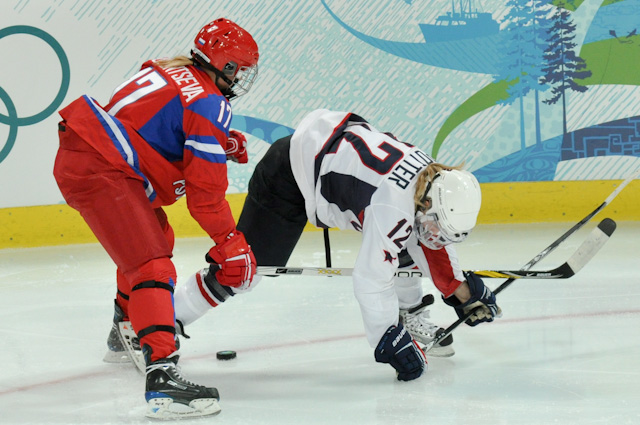
Smolentseva (à gauche) et Jenny Potter.

Elle représente la Russie au niveau international. Elle prend part à de nombreuses éditions des championnats du monde ainsi qu'aux Jeux olympiques de 2002, 2006 et 2010. Elle est capitaine de sa sélection  depuis 2006.
Prenant part aux Jeux olympiques de Sotchi en 2014, elle en est disqualifiée rétroactivement avec ses coéquipières, et bannie à vie des Jeux olympiques, son échantillon de contrôle antidopage ayant disparu comme ceux d'une trentaine d'autres athlètes russes.

## Trophées et honneurs personnels
Coupe d'Europe des clubs champions
- 2010 : meilleure pointeuse du tournoi final.
- 2010 : meilleure buteuse du tournoi final.

## Statistiques
| Saison    | Équipe                          | Ligue          |                            | Saison régulière           | Saison régulière           | Saison régulière           | Saison régulière           | Saison régulière           |                            | Séries éliminatoires       | Séries éliminatoires       | Séries éliminatoires       | Séries éliminatoires | Séries éliminatoires |
| Saison    | Équipe                          | Ligue          | PJ                         | B                          | A                          | Pts                        | Pun                        | PJ                         | B                          | A                          | Pts                        | Pun                        |                      |                      |
| 1995-1996 | Ouralotchka-Avto Iekaterinbourg | JHL            | Statistiques indisponibles | Statistiques indisponibles | Statistiques indisponibles | Statistiques indisponibles | Statistiques indisponibles | Statistiques indisponibles | Statistiques indisponibles | Statistiques indisponibles | Statistiques indisponibles | Statistiques indisponibles |                      |                      |
| 1996-1997 | Ouralotchka-Avto Iekaterinbourg | JHL            | Statistiques indisponibles | Statistiques indisponibles | Statistiques indisponibles | Statistiques indisponibles | Statistiques indisponibles | Statistiques indisponibles | Statistiques indisponibles | Statistiques indisponibles | Statistiques indisponibles | Statistiques indisponibles |                      |                      |
| 1997-1998 | Ouralotchka-Avto Iekaterinbourg | JHL            | Statistiques indisponibles | Statistiques indisponibles | Statistiques indisponibles | Statistiques indisponibles | Statistiques indisponibles | Statistiques indisponibles | Statistiques indisponibles | Statistiques indisponibles | Statistiques indisponibles | Statistiques indisponibles |                      |                      |
| 1998-1999 | Spartak-Merkouri Iekaterinbourg | JHL            | Statistiques indisponibles | Statistiques indisponibles | Statistiques indisponibles | Statistiques indisponibles | Statistiques indisponibles | Statistiques indisponibles | Statistiques indisponibles | Statistiques indisponibles | Statistiques indisponibles | Statistiques indisponibles |                      |                      |
| 1999-2000 | Spartak-Merkouri Iekaterinbourg | JHL            | Statistiques indisponibles | Statistiques indisponibles | Statistiques indisponibles | Statistiques indisponibles | Statistiques indisponibles | Statistiques indisponibles | Statistiques indisponibles | Statistiques indisponibles | Statistiques indisponibles | Statistiques indisponibles |                      |                      |
| 2000-2001 | Spartak-Merkouri Iekaterinbourg | JHL            | Statistiques indisponibles | Statistiques indisponibles | Statistiques indisponibles | Statistiques indisponibles | Statistiques indisponibles | Statistiques indisponibles | Statistiques indisponibles | Statistiques indisponibles | Statistiques indisponibles | Statistiques indisponibles |                      |                      |
| 2001-2002 | Spartak-Merkouri Iekaterinbourg | JHL            | Statistiques indisponibles | Statistiques indisponibles | Statistiques indisponibles | Statistiques indisponibles | Statistiques indisponibles | Statistiques indisponibles | Statistiques indisponibles | Statistiques indisponibles | Statistiques indisponibles | Statistiques indisponibles |                      |                      |
| 2002-2003 | Spartak-Merkouri Iekaterinbourg | JHL            |                            | 8                          | 4                          | 12                         |                            |                            |                            |                            |                            |                            |                      |                      |
| 2003-2004 | Spartak-Merkouri Iekaterinbourg | JHL            | Statistiques indisponibles | Statistiques indisponibles | Statistiques indisponibles | Statistiques indisponibles | Statistiques indisponibles | Statistiques indisponibles | Statistiques indisponibles | Statistiques indisponibles | Statistiques indisponibles | Statistiques indisponibles |                      |                      |
| 2004-2005 | HK Tornado                      | JHL            | 24                         | 27                         | 18                         | 45                         |                            |                            |                            |                            |                            |                            |                      |                      |
| 2005-2006 | HK Tornado                      | JHL            | 20                         | 25                         | 20                         | 45                         |                            |                            |                            |                            |                            |                            |                      |                      |
| 2006-2007 | HK Tornado                      | JHL            | 17                         | 20                         | 14                         | 34                         |                            |                            |                            |                            |                            |                            |                      |                      |
| 2006-2007 | HK Tornado                      | Coupe d'Europe | -                          | -                          | -                          | -                          | -                          | 4                          | 3                          | 2                          | 5                          | 0                          |                      |                      |
| 2007-2008 | HK Tornado                      | JHL            | 21                         | 33                         | 23                         | 56                         |                            |                            |                            |                            |                            |                            |                      |                      |
| 2008-2009 | HK Tornado                      | JHL            | 18                         | 36                         | 32                         | 68                         |                            |                            |                            |                            |                            |                            |                      |                      |
| 2009-2010 | HK Tornado                      | JHL            | 14                         | 29                         | 22                         | 51                         |                            |                            |                            |                            |                            |                            |                      |                      |
| 2009-2010 | HK Tornado                      | Coupe d'Europe | -                          | -                          | -                          | -                          | -                          | 3                          | 6                          | 3                          | 9                          | 0                          |                      |                      |
| 2010-2011 | SKIF Nijni Novgorod             | JHL            | 15                         | 12                         | 14                         | 26                         | 14                         | -                          | -                          | -                          | -                          | -                          |                      |                      |
| 2010-2011 | SKIF Nijni Novgorod             | Coupe d'Europe | -                          | -                          | -                          | -                          | -                          | 3                          | 3                          | 0                          | 3                          | 0                          |                      |                      |
| 2012-2013 | HK Tornado                      | JHL            | 48                         | 102                        | 84                         | 186                        | 20                         | -                          | -                          | -                          | -                          | -                          |                      |                      |
| 2012-2013 | HK Tornado                      | Coupe d'Europe | -                          | -                          | -                          | -                          | -                          | 3                          | 2                          | 3                          | 5                          | 2                          |                      |                      |
| 2013-2014 | HK Tornado                      | JHL            | 32                         | 31                         | 39                         | 70                         | 12                         | -                          | -                          | -                          | -                          | -                          |                      |                      |
| 2013-2014 | HK Tornado                      | Coupe d'Europe | -                          | -                          | -                          | -                          | -                          | 3                          | 1                          | 0                          | 1                          | 0                          |                      |                      |
| 2015-2016 | Whale du Connecticut            | LNHF           | 13                         | 3                          | 5                          | 8                          | 2                          | 3                          | 0                          | 0                          | 0                          | 0                          |                      |                      |
| 2016-2017 | Aguidel Oufa                    | JHL            | 33                         | 22                         | 27                         | 49                         | 26                         | -                          | -                          | -                          | -                          | -                          |                      |                      |

### Au niveau international
| Année | Équipe | Compétition          |   | PJ | B | A | Pts | Pun                                    |  | Résultat |
| 1995  | Russie | Championnat d'Europe |   |    |   |   |     | Première place de la deuxième division |  |          |
| 1996  | Russie | Championnat d'Europe |   |    |   |   |     | Médaille d'argent                      |  |          |
| 2000  | Russie | Championnat du monde | 5 | 4  | 3 | 7 | 0   | Cinquième place                        |  |          |
| 2001  | Russie | Championnat du monde | 5 | 0  | 1 | 1 | 2   | Médaille de bronze                     |  |          |
| 2002  | Russie | Jeux olympiques      | 5 | 0  | 3 | 3 | 6   | Cinquième place                        |  |          |
| 2006  | Russie | Jeux olympiques      | 5 | 0  | 2 | 2 | 0   | Sixième place                          |  |          |
| 2007  | Russie | Championnat du monde | 4 | 4  | 1 | 5 | 0   | Septième place                         |  |          |
| 2008  | Russie | Championnat du monde | 4 | 4  | 2 | 6 | 33  | Sixième place                          |  |          |
| 2009  | Russie | Championnat du monde | 3 | 2  | 4 | 6 | 2   | Cinquième place                        |  |          |
| 2010  | Russie | Jeux olympiques      | 5 | 1  | 1 | 2 | 10  | Sixième place                          |  |          |
| 2011  | Russie | Championnat du monde | 6 | 2  | 1 | 3 | 6   | Quatrième place                        |  |          |
| 2013  | Russie | Championnat du monde | 6 | 3  | 2 | 5 | 2   | Médaille de bronze                     |  |          |
| 2014  | Russie | Jeux olympiques      | 6 | 2  | 4 | 6 | 2   | Disqualifiéé                           |  |          |
| 2016  | Russie | Championnat du monde | 6 | 0  | 1 | 1 | 2   | Médaille de bronze                     |  |          |
| 2017  | Russie | Championnat du monde | 5 | 1  | 1 | 2 | 12  | Cinquième place                        |  |          |